# The Red Circle
The Red Circle è un serial muto del 1915 diretto da Sherwood MacDonald.

## Trama
Il Cerchio Rosso è una voglia sulla mano di June Travers. Quando la ragazza è stressata o emozionata, il Cerchio Rosso diventa evidente e si mette a pulsare, costringendola a rubare e provocando una serie di guai a non finire.

## Produzione
Il film fu prodotto dalla Balboa Amusement Producing Company.

## Distribuzione
Distribuito dalla Pathé Exchange, il film - un serial in 14 episodi di due bobine ciascuno - uscì nelle sale cinematografiche statunitensi il 16 dicembre 1915. Non si conoscono copie ancora esistenti della pellicola che viene considerata presumibilmente perduta.

### Episodi
1. Nevermore (16 dicembre 1915)
2. Pity the Poor (23 dicembre)
3. Twenty Years Ago (30 dicembre)
4. In Strange Attire (6 gennaio 1916)
5. Weapons of War (13 gennaio)
6. False Colors (20 gennaio)
7. Third Degree; or, Two Captives (27 gennaio)
8. Peace at Any Price (3 febbraio)
9. Dodging the Law (10 febbraio)
10. Excess Baggage (17 febbraio)
11. Seeds of Suspicion (24 febbraio)
12. Like a Rat in a Trap (3 marzo)
13. Branded as a Thief (10 marzo)
14. Judgment Day (17 marzo)